# Pons (Aveyron)
Pour les articles homonymes, voir Pons.
Pons est un petit village du nord Aveyron.
Idéalement situé à flanc de coteau, Pons est surnommé le Petit Nice.
Ce village est situé à la limite du Cantal et à une petite quinzaine de kilomètres d'Entraygues-sur-Truyère. Regroupé administrativement avec la commune de Saint-Hippolyte, canton d'Entraygues-sur-Truyère.
Pons regroupe de nombreux originaires sur Paris lors de son Banquet annuel. 
Le costume traditionnel de Pons se compose d'une robe à babarel comme celle portées dans le département voisin du Cantal.